# Verchaix
Verchaix település Franciaországban, Haute-Savoie megyében. Lakosainak száma 794 fő (2022. január 1.). Verchaix Les Gets, Morillon, Morzine, La Rivière-Enverse, Samoëns és Taninges községekkel határos.

## Népesség
A település népessége az elmúlt években az alábbi módon változott:
| Lakosok száma | 670  | 715  | 759  | 752  | 755  | 755  | 766  | 780  | 794  |
|               | 2013 | 2015 | 2016 | 2017 | 2018 | 2019 | 2020 | 2021 | 2022 |